# Kacykowiec rdzaworzytny
Kacykowiec rdzaworzytny (Psarocolius decumanus) – gatunek ptaka z rodziny kacykowatych (Icteridae). Zamieszkuje Amerykę Południową i wschodnią część Ameryki Centralnej. Nie jest zagrożony.

## Systematyka
Gatunek po raz pierwszy zgodnie z zasadami nazewnictwa binominalnego opisał Peter Simon Pallas w 1769 roku, nadając mu nazwę Xanthornus decumanus. Obecnie gatunek umieszczany jest w rodzaju Psarocolius. IOC wyróżnia cztery podgatunki P. decumanus:
- P. decumanus melanterus (Todd, 1917)
- P. decumanus insularis (Dalmas, 1900)
- P. decumanus decumanus (Pallas, 1769)
- P. decumanus maculosus (Chapman, 1920)

Autorzy Handbook of the Birds of the World nie uznają podgatunku maculosus i synonimizują go z podgatunkiem nominatywnym.

## Morfologia
Długość ciała samców średnio 43 cm, samic średnio 37 cm, masa ciała samców średnio 284,6 g, samic średnio 158 g. Duży kacyk o dużym dziobie w kolorze kości słoniowej po jasnożółty. Tęczówki niebieskie. Pióra w większości czarne, z wyjątkiem kasztanowatego kupra i podogonia, oraz żółtego ogona (poza środkowymi sterówkami). Na głowie samca nitkowaty czubek.

## Zasięg, środowisko
Od południowej Kostaryki i Panamy po północną Argentynę. Na terenach niżej położonych, w wilgotnych lasach i na terenach częściowo wylesionych.
Poszczególne podgatunki zamieszkują:
- P. decumanus melanterus – południowa Kostaryka do północnej i zachodniej Kolumbii.
- P. decumanus insularis – Trynidad i Tobago.
- P. decumanus decumanus – północna Ameryka Południowa.
- P. decumanus maculosus – wschodnie Peru i Boliwia do północnej Argentyny.

## Zachowanie
Zwykle spotkać go można pojedynczo, czasami również w dużych stadach z innymi kacykami; gniazduje w koloniach. Toki samca są bardzo widowiskowe – „spada” z gałęzi, wydając przy tym bulgoczące i gwałtowne dźwięki.

## Status
Międzynarodowa Unia Ochrony Przyrody (IUCN) uznaje kacykowca rdzaworzytnego za gatunek najmniejszej troski (LC, Least Concern) nieprzerwanie od 1988 roku. Organizacja Partners in Flight szacuje (2019), że liczebność populacji zawiera się w przedziale 5–50 milionów dorosłych osobników. Ptak ten opisywany jest jako pospolity, ale rozmieszczony plamowo. Trend liczebności populacji uznawany jest za spadkowy.